# Kołtów (gmina)
Kołtów – dawna gmina wiejska w powiecie złoczowskim województwa tarnopolskiego II Rzeczypospolitej. Siedzibą gminy był Kołtów.
Gminę utworzono 1 sierpnia 1934 r. w ramach reformy na podstawie ustawy scaleniowej z dotychczasowych gmin wiejskich: Chmielowa, Kołtów, Kruhów, Opaki, Ruda Kołtowska i Werchobuż.
Pod okupacją niemiecką zniesiona i przekształcona w gminę Sasów.